# 16e étape du Tour d'Italie 2009
Pour un article plus général, voir Tour d'Italie 2009.
La 16e étape du Tour d'Italie 2009, s'est déroulée le 25 mai 2009. Cette étape, longue de 237 km, reliait Pergola au Mont Petrano. L'Espagnol Carlos Sastre s'est imposé.

## Classement de l'étape
| 1. | Carlos Sastre         | Cervélo TestTeam                                  | en | 7 h 11 min 54 s |
| 2. | Denis Menchov         | Rabobank                                          | +  | 25 s            |
|    | Danilo Di Luca        | LPR Brakes-Farnese Vini                           |    | 26 s            |
| 3. | Ivan Basso            | Liquigas                                          |    | 29 s            |
| 4. | Stefano Garzelli      | Acqua & Sapone-Caffè Mokambo                      |    | 1 min 19 s      |
| 5. | Francesco Masciarelli | Acqua & Sapone-Caffè Mokambo                      |    | 1 min 21 s      |
|    | Franco Pellizotti     | Liquigas                                          |    | m.t.            |
| 6. | Tadej Valjavec        | AG2R La Mondiale                                  |    | 2 min 11 s      |
| 7. | José Serpa            | Serramenti PVC Diquigiovanni - Androni Giocattoli |    | 2 min 35 s      |
| 8. | Lance Armstrong       | Astana                                            |    | 2 min 51 s      |

## Classement général
| 1. | Denis Menchov     | Rabobank                     | en | 70 h 06 min 30 s |
| .  | Danilo Di Luca    | LPR Brakes-Farnese Vini      | +  | 39 s             |
| 2. | Carlos Sastre     | Cervélo TestTeam             |    | 2 min 19 s       |
|    | Franco Pellizotti | Liquigas                     |    | 3 min 08 s       |
| 3. | Ivan Basso        | Liquigas                     |    | 3 min 19 s       |
| 4. | Levi Leipheimer   | Astana                       |    | 3 min 21 s       |
| 5. | Michael Rogers    | Columbia-High Road           |    | 5 min 54 s       |
| 6. | Stefano Garzelli  | Acqua & Sapone-Caffè Mokambo |    | 8 min 21 s       |
| 7. | David Arroyo      | Caisse d'Épargne             |    | 8 min 39 s       |
| 8. | Tadej Valjavec    | AG2R La Mondiale             |    | 8 min 47 s       |

## Classements annexes
| Classement             | Coureur            | Total             |
| ---------------------- | ------------------ | ----------------- |
| Points                 | Danilo Di Luca     | 130 pts           |
| Montagne               | Stefano Garzelli   | 51 pts            |
| Sprints Intermédiaires | Giovanni Visconti  | 15 pts            |
| Équipe                 | Astana             | 209 h 53 min 36 s |
| Équipe par points      | Columbia-High Road | 336 pts           |
| Jeune                  | Kevin Seeldraeyers | 70 h 20 min 27 s  |
| Échappée               | Mauro Facci        | 364 km            |
| Combativité            | Stefano Garzelli   | 31 pts            |
| Azzurri d'Italia       | Danilo Di Luca     | 12 pts            |